# 草光俊雄
草光 俊雄（くさみつ としお、1946年〈昭和21年〉11月6日 - ）は、日本の英国史学者。東京大学名誉教授。元放送大学教授。
学位は、Ph.D（シェフィールド大学・1983年）（学位論文「British Industrialisation and Design 1830-51」）。

## 経歴
広島県生まれ。桐朋高等学校卒、1973年慶應義塾大学経済学部卒、1975年同大学院修士課程修了。1983年学位論文「British Industrialisation and Design 1830-51」で英国シェフィールド大学よりPh.Dの学位を取得。1983年から1985年ケンブリッジ大学ニーダム研究所研究員。1993年東京大学教養学部助教授、1994年教授、2004年放送大学教授。2017年定年退職。

## 著作

### 単著
- 『明け方のホルン 西部戦線と英国詩人』（小沢書店） 1997、のちみすず書房 大人の本棚 2006
- 『歴史の工房 英国で学んだこと』（みすず書房） 2017

### 共編著
- 『未来のなかの中世』（小林康夫共編、東京大学出版会） 1997
- 『日英交流史 1600-2000 5 社会・文化』（都築忠七, ゴードン・ダニエルズ共編、東京大学出版会） 2001
- 『地域文化研究 3』（山内久明, 木畑洋一共編著、放送大学教育振興会） 2002
- 『英語総合A 2005』（大石和欣共編著、放送大学教育振興会） 2005
- 『英語総合B poem into song 2007』（ティモシー・ハリス共著、放送大学教育振興会） 2007
- 『地域文化研究 3 ヨーロッパの歴史と文化』改訂版（宮下志朗共編著、放送大学教育振興会） 2007
- 『歴史と人間』（五味文彦, 杉森哲也共編著、放送大学教育振興会） 2008
- 『ヨーロッパの歴史と文化 中世から近代』（河原温共編著、放送大学教育振興会） 2009
- 『アフリカ世界の歴史と文化 ヨーロッパ世界との関わり 人文学プログラム』（北川勝彦共編著、放送大学教育振興会） 2013

## 翻訳
- 『ウィリアム・モリス』（ピーター・スタンスキー、雄松堂出版） 1989